# De Plattfööt
De Plattfööt är en tysk popduo bildad 1979. Duon består av musikerna Peter Wilke från Schwerin (född  1945) och Klaus-Dietrich Lass från Rostock (född 1950). Båda kommer från Mecklenburg-Vorpommern och sjunger humoristiska sånger på lågtyska.
Deras musikstil är en mix av folkmusik, blues och country. Deras mest kända hitlåtar är Disco up'n Dörp, Fru Püttelkow ut Hagenow och De Isenbahnboomupundaldreier.
Motto: Kort is dien Leben un lang' büst Du dod. Minsch, blot nich argern. Ne, lachen deit good!
("Kort är ditt liv och länge är Du död. Mänska, var inte arg. Nej, skratta gör gott!"), Rudolf Tarnow (1867–1933).
De Plattfööt (högtyska Die Plattfüße) betyder "Plattfötterna" på lågtyska.

## Diskografi

### Album
- 1982 – Platt for ju
- 1985 – Songs ut Meckelbörg
- 1989 – Wenn du ok Plattfööt hest
- 1991 – God'n Dag ok
- 1993 – Wat is denn dat??
- 1995 – Evergreens des Nordens
- 1998 – Wat is dat Schönst' an Wihnachten
- 1999 – Ierst mal ganz langsam
- 2000 – 20 Best of Plattfööt
- 2005 – Kofferradio

### Singlar
- 1981 – Disco up'n Dörp
- 1983 – Remmi Demmi
- 1992 – Hubertusjagd
- 1997 – Rolf mit'n Golf
- 1999 – Nie wieder Mallorca!